# تمدن می‌سی‌سی‌پی

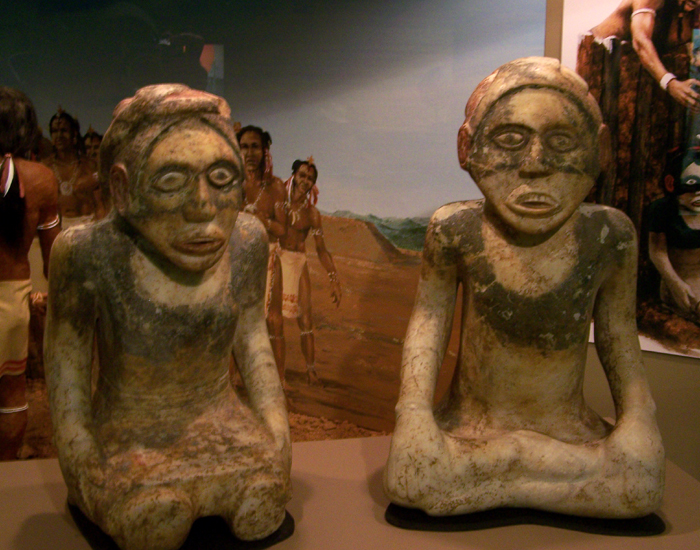
مجسمه‌های سنگی مربوط به تمدن می‌سی‌سی‌پی

تمدن می‌سی‌سی‌پی تمدنی متعلق به سرخپوستان آمریکا در دوران پیش از کشف آن توسط کریستف کلمب می‌باشد.حوزه این تمدن به مرکز و شرق ایالات متحده امروزی تعلق داشت.زمان شکوفایی این تمدن فاصله زمانی میان قرون هشتم تا پانزدهم میلادی بوده‌است.برخی سرخپوستان نواحی شرقی مانند چروکی‌ها بازمانده بنیانگذاران این تمدن هستند.این تمدن در حاشیه رودخانه می‌سی‌سی‌پی بنیانگذاری شد.